# Château de Castilly
Le château de Castilly est une demeure, des XVIIe – XIXe siècles, qui se dresse sur l'ancienne commune de Castilly intégrée à la commune d'Isigny-sur-Mer dans le département du Calvados, en région Normandie. Il fut le centre de la seigneurie de Castilly, érigée en 1683 en marquisat pour Philippe de Boran.
Le château fait l’objet d’une inscription partielle au titre des monuments historiques.

## Localisation
Le château est situé à proximité de l'église de la Nativité de Notre-Dame de Castilly, dans le département français du Calvados.

## Historique
Le château date du XVIIe – XVIIIe siècle.

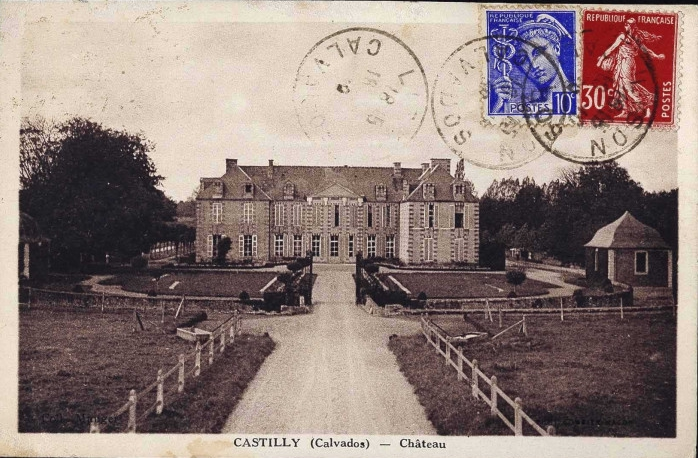
Carte postale du château vers 1920.

En 1683, la décision est prise de construire un nouveau château à côté de l'ancienne maison manable. À cette date, Philippe de Boran, seigneur et patron de Mestry, voit sa seigneurie de Castilly érigée en marquisat par Louis XIV.
Romain Harou agrandit le château sous la Restauration.
Alain Henri Ernest Marie Pierre, comte de Kergorlay achète le domaine au XIXe siècle.
En 1849 le parc est aménagé en parc paysager. 
Au début du XXe siècle les éléments du jardin redeviennent aménagés selon la méthode du jardin à la française.

## Description
Le château est construit en pierre.
Le domaine était qualifié de « considérable » par Arcisse de Caumont, générant un revenu de 40 000 francs selon le même auteur.

## Protection
Sont inscrits par arrêté du 23 novembre 2005 :
- les façades et les toitures des bâtiments ;
- l'assiette du jardin avec les douves et les sauts-de-loup ;
- les murs du potager ;
- l'allée d'accès avec les herbages situés de part et d'autre.